# MTV Campus Invasion

MTV Campus Invasion 2005 in Regensburg

MTV Campus Invasion 2005 in Regensburg

MTV Campus Invasion am 16. Juni 2007 in Marburg

MTV Campus Invasion war eine Festivalreihe des Musiksenders MTV. Das erste Konzert fand 2001 in Paderborn statt. Von 2002 bis 2010 fanden in den Sommermonaten drei Konzerte pro Jahr auf dem Gelände verschiedener deutscher Universitäten statt. Die Auftritte wurden live im Fernsehen übertragen und durch Interviews mit den Künstlern ergänzt.

## Konzerte

### 2001
- Paderborn (Wyclef Jean, Söhne Mannheims und OPM)

### 2002
- Augsburg (Gentleman, Xavier Naidoo, Tocotronic, Son Goku und H-Blockx)
- Essen (Heather Nova, Donots, Beatsteaks und Joy Denalane)
- Potsdam (Sportfreunde Stiller, Bryan Adams, Reamonn, Massive Töne, Hoobastank, MIA. und A)

### 2003
- Kiel (Beginner, Wir sind Helden, Underwater Circus, Xavier Naidoo)
- Mannheim (Groove Guerrilla, The Rasmus, Bam Margera, Fettes Brot, Skin, Wolfsheim, HIM)
- Göttingen (Bluish, Exilia, Patrice, Sportfreunde Stiller, ASD, Seeed)

### 2004
- Bielefeld (Winson, Virginia Jetzt!, Fünf Sterne deluxe, Beatsteaks, Samy Deluxe, Nelly Furtado)
- Würzburg (Keane, Wir sind Helden, Sportfreunde Stiller, Lostprophets, Monster Magnet, Zinoba)
- Trier (The Seesaw, Toni Kater, Mando Diao, 2raumwohnung, Söhne Mannheims, Die Fantastischen Vier)

### 2005
- Regensburg (Madsen, Sugarplum Fairy, Mando Diao, Juli, Söhne Mannheims)
- Osnabrück (Moneybrother, Fettes Brot, Silbermond, Gentleman, Farin Urlaub Racing Team)
- Gießen (Wir sind Helden, Adam Green, Patrice, Bloc Party, Kasabian)

### 2006
- Würzburg 10. Juni 2006 (Gentleman & The Far East Band, Phoenix, Madsen, MIA., Joy Denalane)
- Halle (Saale) 17. Juni 2006 (Silbermond, Xavier Naidoo, Fettes Brot, Tomte, Billy Talent, Clueso)
- Münster 1. Juli 2006 (Bela B. y Los Helmstedt, Sportfreunde Stiller, Bloodhound Gang, Danko Jones, The Heartbreak Motel)

### 2007
- Marburg 16. Juni 2007 (Mando Diao, Juli, Maxïmo Park, Jamie T, Tocotronic)
- Freiburg im Breisgau 30. Juni 2007 (Wir sind Helden, Moneybrother, Itchy Poopzkid, Turbostaat)
- Magdeburg 14. Juli 2007 (Die Fantastischen Vier, Jan Delay & Disko No.1, MIA., Boundzound, Gym Class Heroes)

### 2008
- Jena 28. Juni (Kaiser Chiefs, Madsen, Patrice, Nada Surf, Jennifer Rostock, Grand Avenue)
- Tübingen 12. Juli (Donots, Clueso, Fettes Brot, Simple Plan, Radiopilot, MBWTEYP)
- Kiel 19. Juli (Sportfreunde Stiller, The Subways, K.I.Z, MIA., Danko Jones, One Fine Day)

### 2009
Im Jahr 2009 fand die MTV Campus Invasion aus finanziellen Gründen nicht statt.

### 2010
- Göttingen 10. Juli (Frida Gold, Bonaparte, Jennifer Rostock, Madsen, Airbourne, Unheilig, Gentleman, Amy Macdonald)